# Philippine de La Bigne
Philippine de La Bigne, née le 29 mars 1998 à La Garenne-Colombes, est une athlète française spécialisée dans les courses de demi-fond et de fond. Championne de France du 5 km lors des Championnats de France de 5 km 2024, elle est également médaillée de bronze lors des Championnats de France d'athlétisme en salle 2024 sur 1 500 m.

## Carrière
Philippine de la Bigne rejoint le Stade Français en 2013.
En octobre 2022, elle participe avec son club au relais medley court (1 200 m, 400 m, 800 m, 1 600 m) à la Coupe de France de relais à Blois et remporte le titre de vice-championne de France avec ses coéquipières Anne-Noëlle Clérima, Marie-Alisée Denis et Azaïs Perronin.
En janvier 2024, elle est élue membre du Comité Directeur du Stade Français pour une durée de 6 ans.
Le 18 février 2024, Philippine de la Bigne participe aux Championnats de France d'athlétisme en salle à Miramas. Lors de la finale du 1 500 m, elle termine 3e en 4 min 19 s 31, derrière Charlotte Mouchet et Agathe Guillemot,.
Le 30 juin 2024, lors des Championnats de France d'athlétisme à Angers, elle participe à la finale du 1 500 m. Se détachant en tête de la course avec Agathe Guillemot, Aurore Fleury et Katia Delarche, elle termine 4e en 4 min 10 s 64,.
Le 27 octobre 2024, elle participe aux Championnats de France de 5 km à Saint-Omer. Alors qu'un groupe de trois favorites (Fadouwa Ledhem, Mélody Julien et Alice Mitard) se détache dès le début de la course, Philippine de la Bigne arrive à revenir sur ce groupe au passage du deuxième kilomètre, à suivre l'accélération d'Alice Mitard au troisième kilomètre pour ensuite partir seul en tête dans la dernière partie de la course et ainsi remporter le titre en 15 min 35 s. Il s'agit de la 6e performance française de tous les temps sur la distance.
Le 8 décembre 2024, Philippine de la Bigne réalise le premier 10 km de sa carrière à Hyères. Elle s'impose en 32 min 34 s, soit la meilleure performance française de l'année civile.

## Palmarès
| Date | Compétition                     | Lieu       | Epreuve            | Résultat | Temps          |
| ---- | ------------------------------- | ---------- | ------------------ | -------- | -------------- |
| 2022 | Coupe de France de relais       | Blois      | Relais medley long | 2e       | 11 min 30 s 93 |
| 2024 | Championnats de France en salle | Miramas    | 1 500 m            | 3e       | 4 min 19 s 31  |
| 2024 | Championnats de France          | Angers     | 1 500 m            | 4e       | 4 min 10 s 64  |
| 2024 | Championnats de France de 5 km  | Saint-Omer | 5 km               | 1re      | 15 min 35 s    |
| 2025 | Championnats de France en salle | Miramas    | 3 000 m            | 2e       | 9 min 18 s 52  |

## Records personnels
| Epreuve | Performance   | Lieu                | Date            |
| ------- | ------------- | ------------------- | --------------- |
| 400m    | 58 s 18       | Le Plessis-Robinson | 22 mai 2022     |
| 800m    | 2 min 06 s 32 | Oordegem            | 28 mai 2022     |
| 1500m   | 4 min 10 s 43 | Bruxelles           | 26 mai 2024     |
| 5 km    | 15 min 35 s   | Saint-Omer          | 27 octobre 2024 |
| 10 km   | 32 min 34 s   | Hyères              | 8 décembre 2024 |